# Chinezen in Singapore

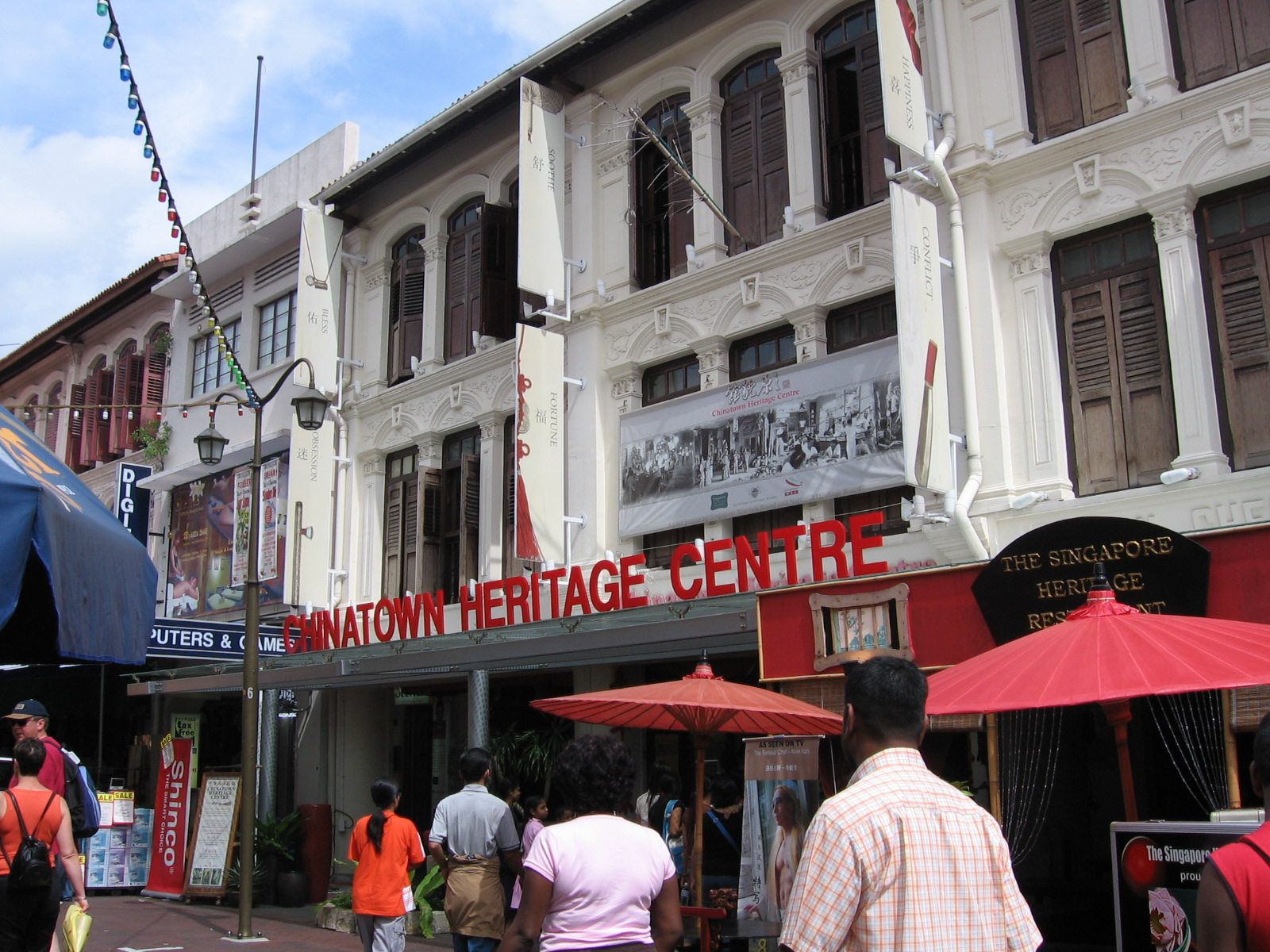
Chinatown Heritage Centre in Singapore

De Singaporese chinezen maakten in 2000 78% procent deel uit van de Singaporese samenleving. 
Tegenwoordig voelen de meeste Chinese-Singaporezen zich Singaporees in plaats van Chinees, ondanks het feit dat ze Chinese kranten en televisiezenders kijken. Een deel van de Chinese Singaporezen is deels van Peranakan-Chinese afkomst.

## Jiaxiang
41% van de Chinese-Singaporezen komt oorspronkelijk uit Zuid-Fujian. En vooral de gebieden Xiamen, Zhangzhou en Quanzhou zijn hun jiaxiang.
De Chaozhounezen vormen 21% van de Chinese-Singaporezen.
De Kantonezen vormen 15% van de Chinese-Singaporezen. Zij spreken verschillende Kantonese dialecten. Een groot deel van de inwoners van Singapore Chinatown zijn Kantonees.
Acht procent van de Chinezen in Singapore is Hakka, ze spreken een Hakka dialect dat sterk op het Mandarijn lijkt. In de vroege twintigste eeuw kwamen veel Hakka vrouwen naar Singapore.
Vijf procent van de Chinese Singaporezen heeft hun jiaxiang in Hainan. De rest van deze vijf procent hebben hun jiaxiang in Noord-Fujian en Zuid-Zhejiang. Zij spreken Mindongyu of Puxianhua

## Bekende Chinese Singaporezen
- Stefanie Sun
- Chua Lam
- A-do
- Chong Ah Fatt
- Goh Chok Tong
- Bryan Wong Lok Kiang
- Choo Han Teck
- Foo Yee Shoon
- Goh Tat Chuan
- Lee Kuan Yew
- Christopher Lee Ming Shun
- Lee Hsien Loong
- badmintonspeelster Li Li
- Paul Lim Leong Hwa
- Lim Yew Hock
- Meng Ong
- Ng Teng Fong